# 喵的奇幻漂流
《喵的奇幻漂流》是一部2024年上映的拉脫維亞冒險奇幻動畫電影，由金茲·齊巴洛迪斯執導，並由齊巴洛迪斯與馬蒂斯·卡扎共同編劇。影片以全程無对白的特色聞名，故事圍繞一隻貓、一隻狗、一隻水豚、一隻環尾狐猴與一隻蛇鷲，牠們在森林水位逐漸上升的情況下努力求生。該電影的製作始於2019年，並經歷時五年半的時間製作，動畫採用開源軟體Blender製作。該片為拉脫維亞、法國與比利時的合製作品。
《喵的奇幻漂流》於2024年坎城影展「一種注目」單元首映，並獲得廣泛好評。電影斬獲多項電影與動畫獎項，包括第97屆奧斯卡金像獎最佳動畫片獎、金球獎最佳动画片、歐洲電影獎最佳動畫電影獎、紐約影評人協會獎、安錫國際動畫影展五項大獎與安妮獎兩項榮譽。本片目前是拉脫維亞影史最高票房紀錄，也是創下拉脫維亞首度入圍奧斯卡並首度獲獎的紀錄。此外本片也是奧斯卡獎史上唯二同時也入圍最佳國際影片獎的動畫片，亦是該獎史上第三部獲得最佳國際影片獎提名的動畫片。

## 劇情
一群狗來到河邊捕魚，當兩隻狗為了一條魚打架之際，一隻貓偷走了魚，並立刻被狗群追趕。貓逃離狗群後，注意到一群鹿在狂奔，隨之而來的是洶湧的洪水。貓和狗在洪水中倖存下來，並躲到地勢較高的地方。一隻拉布拉多犬跟著這隻貓來到一間具有不少木製貓雕塑的廢棄小屋，然後他們都注意到水位正迅速上升，拉布拉多犬重遇狗群並上了牠們乘坐的木船。洪水吞噬小屋後，貓爬上了一座巨大的貓雕像。當上漲的水位完全淹沒雕像時，貓跳進了一艘正駛來的帆船，船上有一隻水豚。
第二天早上，當帆船駛過一片被淹沒的森林時，他們巧遇一隻狐猴，水豚把狐猴珍藏的人類物品搬上船，狐猴亦隨之逃至船上。貓在試圖躲避一隻蛇鷲時掉落水並下沉，一頭鯨魚將貓送回上水面，此時一隻蛇鷲抓住貓，將它扛到船的上方再放生，貓得以返回船上。當天貓做了一個夢，夢見自己被鹿群圍繞，牠隨即被嚇醒。後來，三隻動物登陸岸邊，拉布拉多犬重遇貓並加入牠們行列。其後遇到了一群蛇鷲，這些蛇鷲對牠們表現出敵意，貓被蛇鷲逼到角落。拯救過貓的蛇鷲請求首領饒牠一命，但卻在決鬥中落敗，翅膀受傷，並且被鳥群拋棄。飛行能力下降的蛇鷲加入了船員隊伍。
牠們乘船抵達一座半淹沒的城市，位於巨大石柱的底部附近。跟水豚學習之後，貓提高了游泳能力，可以捕魚並為其他伙伴提供食物。後來，牠們看到一群狗被困在鐘樓裡。蛇鷲最初拒絕拯救狗群，但在貓、拉布拉多犬和狐猴的懇求後，蛇鷲才不情願地讓水豚控制船舵，駛往拯救狗群。狗群上船後，與狐猴相處得不快，一隻柴犬弄碎狐猴喜愛的鏡子。當船在暴風雨中駛過巨大石柱時，蛇鷲飛走了，牠已經恢復飛翔的能力。貓雖再次掉下水，能成功游上岸，並爬到其中一根巨大石柱的頂部，在迷宮的中心與蛇鷲相遇。牠倆仿如失重飄浮於半空，當貓飄回了地面，蛇鷲則飛向光亮處並消失了。
貓試圖游回船上，但距離太遠了。途中牠找到了一個玻璃浮子並利用它浮在水面。突然間，水位像先前上漲一樣迅速地下降。在森林裡漫遊了很長時間之後，貓重遇狐猴，但狐猴只對著破碎的鏡子目不轉睛，對貓不理睬，貓失望離開，狐猴後來還是追上貓，並帶貓找到了危掛在樹上的帆船。狗群從船上跳下來，但就在水豚即將跳出時，樹卻因船的重量而開始彎曲。貓將船的繩子拋給狐猴和狗群，準備齊心協力將船拉近崖邊，但是當一隻兔子跑過時，狗群拋棄拉布拉多犬和狐猴改而追逐兔子。貓和水豚在船和樹掉入峽谷之前跳了下來。正當牠們慶祝成功脫險的時候，又出現了狂奔的鹿群。貓順著鹿群的腳步，走向巨大石柱群，途中發現擱淺在森林裡的鯨魚，貓上前安慰鯨魚。隨後，水豚、拉布拉多犬和狐猴趕上與貓重聚，並在水坑中看自己的倒影。
在片尾的片段中，可以看到鯨魚浮出海面。

## 製作
2012年，齊巴洛迪斯創作了短片《Aqua》，講述一隻貓克服對海洋的恐懼。這部短片的概念成為日後《喵的奇幻漂流》的基礎。此後，齊巴洛迪斯的動畫作品一直使用Maya製作，直到2019年的《衝出迷境》製作期間改用Blender，主要因為即時渲染器EEVEE的優勢。
《Flow》的製作始於2019年，齊巴洛迪斯與團隊共耗時五年半完成。影片全程無對白，導演表示，該片受賈克·大地與動畫《未來少年柯南》的啟發。 製作過程中未使用分鏡圖，而是直接在場景中擺放動物，再透過鏡頭探索畫面。電影沒有刪除片段。主要角色的靈感來自導演的真實寵物，其中貓與拉布拉多犬基於他的飼養經驗，而水豚、環尾狐猴與蛇鷲則來自動物園的觀察。鯨魚原本的設計參考真實鯨魚，但最終改為更具神話感的外型。此外，蛇鷲最初設定為海鷗，但因體型過小而被替換。
2022年，法國的Take Five與Sacrebleu Productions加入製作，負責角色動畫與聲音設計。同年，片段曾在法國波爾多的波爾多卡通電影論壇上公開展示本片獲得拉脫維亞國家電影中心、拉脫維亞文化資本基金、法国国家电影中心、德法公共电视台、歐洲影像公司、RTBF及比利時稅收減免計畫的資助，動畫製作則在法國與比利時完成。全片使用Blender製作。
音響師古爾瓦爾·科伊克-加拉斯（Gurwal Coïc-Gallas）為每個角色選用了真實動物的聲音，唯獨水豚例外。由於水豚的叫聲過於尖銳刺耳，他改用小駱駝的聲音來替代。

## 配樂
電影配樂由齊巴洛迪斯與里哈德斯・扎柳佩（Rihards Zaļupe）共同創作，並於2024年11月1日由Milan Records發行至串流媒體平台。其中所有曲目均由兩人編寫。
| 曲序     | 曲目               | 时长  |
| -------- | ------------------ | ----- |
| 1.       | Home               | 2:04  |
| 2.       | Dog Chase          | 1:34  |
| 3.       | Panic              | 0:59  |
| 4.       | Flood              | 5:24  |
| 5.       | Capybara           | 0:48  |
| 6.       | Unexpected Visitor | 0:32  |
| 7.       | Lemur              | 2:07  |
| 8.       | Bananas            | 1:27  |
| 9.       | Deer Cyclone       | 1:23  |
| 10.      | Windmill Island    | 2:11  |
| 11.      | Birds              | 3:45  |
| 12.      | Outcast            | 2:26  |
| 13.      | Showing Off        | 0:59  |
| 14.      | Abandoned City     | 2:24  |
| 15.      | Splash             | 1:38  |
| 16.      | Fishing            | 3:05  |
| 17.      | Storm              | 2:03  |
| 18.      | Flow Away          | 4:33  |
| 19.      | Forest Emerging    | 1:55  |
| 20.      | Amphitheater       | 1:51  |
| 21.      | Following          | 3:36  |
| 22.      | Reflection         | 3:29  |
| 23.      | Acceptance         | 2:43  |
| 总时长： | 总时长：           | 53:51 |

## 發行
《喵的奇幻漂流》於2024年5月22日在第77屆坎城影展的「一種注目」單元首映，並榮獲該單元的長片發行獎。隨後，影片提交至 2024年渥太華國際動畫節，最終贏得動畫長片大獎。此外，該片還在2024年多倫多國際影展中亮相，並受邀參加第29屆釜山國際影展「開放戲院」單元，於同年10月在露天戲院放映。
UFO Distribution宣布該電影於2024年10月30日在法國院線上映。在美國，Janus Films和 Sideshow宣布於2024年11月22日率先在紐約和洛杉磯進行限量放映，之後計劃逐步擴展至全國上映，

### 票房
該電影自2024年8月28日在拉脫維亞上映以來，已售出超過10萬張門票，成為當年拉脫維亞最受歡迎的國產電影之一。此後超越《靈魂暴風雪》，成為拉脫維亞影史上觀影人次最多的電影。
在美國，《喵的奇幻漂流》成為Janus Films最賣座的作品，票房突破400萬美元，超越2021年日本電影《Drive My Car》在美國的票房紀錄。
截至2025年5月，《喵的奇幻漂流》全球票房已破3000萬美元。

### 家庭媒體
《喵的奇幻漂流》將於2025年由标准收藏發行4K藍光版。

## 評價
根据評論匯總网站爛番茄汇总的172篇评论文章，97%的评论家给予该作正面评价，平均打分为8.5分（满分10分）。该网站总结的评论家共识是“憑藉其創新的動畫表現與成熟的主題，《貓貓的奇幻漂流》帶來了一段令人無法抗拒的旅程。”
在Metacritic上，23位影評人共給予了86分的分數（滿分100分），這部電影獲得了「一致好評」。
《紐約時報》評論家卡倫・馬許（Calum Marsh）評論道：「片中的動物行為真實，而非像卡通或擬人化角色，這種克制賦予牠們的冒險更真切的情感，使得喜悅與危機時刻更加動人。」 美聯社的傑克・科伊爾（Jake Coyle）稱其為2024年最佳動畫電影，並表示：「電影中的電腦動畫增添了夢幻般、令人好奇的超現實主義美感」。
IndieWire的克里斯汀・布勞維特（Christian Blauvelt）給予本片A級評價，稱其「充滿情感但不流於煽情」，並將其有限的對白與非擬人化動物風格與《小马王》相比。
由於《喵的奇幻漂流》在拉脫維亞大受歡迎，片中貓的雕像被設置於里加自由紀念碑前，計劃於2025年4月移至里加市政廳廣場。齊巴洛迪斯因本片獲頒「2024年里加年度市民」榮譽。受《喵的奇幻漂流》成功影響，拉脫維亞電影產業獲得更多投資。雖然有人提議製作續集，但齊巴洛迪斯選擇專注於另一部帶有對白的新作。

### 榮譽
| 獎項                   | 頒發日期       | 類別                   | 提名者                                                       | 參考來源 | 備註                 |
| ---------------------- | -------------- | ---------------------- | ------------------------------------------------------------ | -------- | -------------------- |
| 第77屆坎城影展         | 2024年5月24日  | 一種注目               | 金茲·齊巴洛迪斯                                              | 提名     | [ 48 ]               |
| 安錫國際動畫影展       | 2024年6月15日  | 最佳長片               | 《喵的奇幻漂流》                                             | 提名     | [ 29 ]               |
| 安錫國際動畫影展       | 2024年6月15日  | Gan基金會發行獎        | 《喵的奇幻漂流》                                             | 獲獎     | [ 29 ]               |
| 安錫國際動畫影展       | 2024年6月15日  | 長片評審團獎           | 《喵的奇幻漂流》                                             | 獲獎     | [ 29 ]               |
| 安錫國際動畫影展       | 2024年6月15日  | 長片觀眾獎             | 《喵的奇幻漂流》                                             | 獲獎     | [ 29 ]               |
| 安錫國際動畫影展       | 2024年6月15日  | 最佳長片原創音樂獎     | 《喵的奇幻漂流》                                             | 獲獎     | [ 29 ]               |
| 瓜達拉哈拉國際電影節   | 2024年6月15日  | 最佳動畫電影           | 《喵的奇幻漂流》                                             | 獲獎     | [ 49 ]               |
| 渥太華國際動畫節       | 2024年9月28日  | 動畫長片大獎           | 《喵的奇幻漂流》                                             | 獲獎     | [ 50 ]               |
| 動畫就是電影節         | 2024年10月22日 | 評審團獎               | 《喵的奇幻漂流》                                             | 獲獎     | [ 51 ]               |
| 紐約影評人協會獎       | 2024年12月3日  | 最佳動畫電影           | 《喵的奇幻漂流》                                             | 獲獎     | [ 52 ]               |
| 國家評論協會獎         | 2024年12月4日  | 最佳動畫電影           | 《喵的奇幻漂流》                                             | 獲獎     | [ 53 ] [ 54 ]        |
| 歐洲電影獎             | 2024年12月7日  | 最佳歐洲電影           | 《喵的奇幻漂流》                                             | 入選     | [ 55 ]               |
| 歐洲電影獎             | 2024年12月7日  | 最佳歐洲動畫長片       | 《喵的奇幻漂流》                                             | 獲獎     | [ 55 ]               |
| 阿斯特拉獎             | 2024年12月8日  | 最佳動畫長片           | 《喵的奇幻漂流》                                             | 提名     | [ 56 ] [ 57 ]        |
| 阿斯特拉獎             | 2024年12月8日  | 最佳國際劇情片         | 《喵的奇幻漂流》                                             | 提名     | [ 56 ] [ 57 ]        |
| 華盛頓特區影評人協會獎 | 2024年12月8日  | 最佳動畫長片           | 《喵的奇幻漂流》                                             | 提名     | [ 58 ]               |
| 洛杉磯影評人協會獎     | 2024年12月8日  | 最佳動畫電影           | 《喵的奇幻漂流》                                             | 獲獎     | [ 59 ]               |
| 聖地牙哥影評人協會     | 2024年12月9日  | 最佳動畫長片           | 《喵的奇幻漂流》                                             | 獲獎     | [ 60 ]               |
| 西雅圖影評人協會獎     | 2024年12月16日 | 最佳動畫長片           | 《喵的奇幻漂流》                                             | 獲獎     | [ 61 ]               |
| 西雅圖影評人協會獎     | 2024年12月16日 | 最佳國際電影           | 《喵的奇幻漂流》                                             | 獲獎     | [ 61 ]               |
| 金球獎                 | 2025年1月6日   | 最佳動畫電影           | 《喵的奇幻漂流》                                             | 獲獎     | [ 62 ] [ 63 ] [ 64 ] |
| 奥斯汀影评人协会       | 2025年1月6日   | 最佳動畫電影           | 《喵的奇幻漂流》                                             | 提名     | [ 65 ]               |
| 奥斯汀影评人协会       | 2025年1月6日   | 最佳外語片             | 《喵的奇幻漂流》                                             | 提名     | [ 65 ]               |
| 歐洲設計獎             | 2025年1月7日   | 最佳動畫電影           | 《喵的奇幻漂流》                                             | 獲獎     | [ 66 ] [ 67 ]        |
| 歐洲設計獎             | 2025年1月7日   | 最佳國際電影           | 《喵的奇幻漂流》                                             | 提名     | [ 66 ] [ 67 ]        |
| 盧米埃獎               | 2025年1月20日  | 最佳動畫電影           | 《喵的奇幻漂流》                                             | 獲獎     | [ 68 ] [ 69 ]        |
| 卫星奖                 | 2025年1月26日  | 最佳動畫或混合媒體影片 | 《喵的奇幻漂流》                                             | 提名     | [ 70 ] [ 71 ]        |
| 在线影评人协会         | 2025年1月27日  | 最佳動畫電影           | 《喵的奇幻漂流》                                             | 獲獎     | [ 72 ]               |
| 廣播影評人協會獎       | 2025年2月7日   | 最佳動畫               | 《喵的奇幻漂流》                                             | 提名     | [ 73 ] [ 74 ]        |
| 廣播影評人協會獎       | 2025年2月7日   | 最佳外語電影           | 《喵的奇幻漂流》                                             | 提名     | [ 73 ] [ 74 ]        |
| 安妮獎                 | 2025年2月8日   | 最佳獨立動畫長片       | 《喵的奇幻漂流》                                             | 獲獎     | [ 75 ] [ 76 ]        |
| 安妮獎                 | 2025年2月8日   | 最佳導演               | 金茲·齊巴洛迪斯                                              | 提名     | [ 75 ] [ 76 ]        |
| 安妮獎                 | 2025年2月8日   | 最佳創作獎             | 金茲·齊巴洛迪斯與馬蒂斯·卡札                                 | 獲獎     | [ 75 ] [ 76 ]        |
| 哥雅獎                 | 2025年2月8日   | 最佳歐洲電影           | 《喵的奇幻漂流》                                             | 提名     | [ 77 ]               |
| 國際電影愛好者協會獎   | 2025年2月9日   | 最佳動畫電影           | 《喵的奇幻漂流》                                             | 獲獎     | [ 78 ]               |
| 多里安獎               | 2025年2月13日  | 年度動畫電影           | 《喵的奇幻漂流》                                             | 獲獎     | [ 79 ]               |
| 第78屆英國電影學院獎   | 2025年2月16日  | 最佳動畫長片           | 馬蒂斯·卡扎、金茨·齊巴洛迪斯、羅恩·戴恩斯和格雷戈里·扎爾克曼 | 提名     | [ 80 ] [ 81 ] [ 82 ] |
| 第78屆英國電影學院獎   | 2025年2月16日  | 最佳兒童及家庭電影     | 馬蒂斯·卡扎、金茨·齊巴洛迪斯、羅恩·戴恩斯和格雷戈里·扎爾克曼 | 提名     | [ 80 ] [ 81 ] [ 82 ] |
| 第40屆獨立精神獎       | 2025年2月22日  | 最佳外語片             | 金茨·齊巴洛迪斯                                              | 獲獎     | [ 83 ] [ 84 ]        |
| 凱薩電影獎             | 2025年2月28日  | 最佳動畫電影           | 《喵的奇幻漂流》                                             | 獲獎     | [ 85 ]               |
| 第97届奥斯卡金像奖     | 2025年3月2日   | 最佳動畫電影           | 《喵的奇幻漂流》                                             | 獲獎     | [ 86 ] [ 87 ]        |
| 第97届奥斯卡金像奖     | 2025年3月2日   | 最佳外語片             | 拉脫維亞                                                     | 提名     | [ 86 ] [ 87 ]        |
| 美國剪輯工會獎         | 2025年3月14日  | 最佳動畫剪輯獎         | 金茨·齊巴洛迪斯                                              | 提名     | [ 88 ]               |

### 註解
1. ↑  與《荒野機器人》共同得名

### 來源
1. 1 2  . Cannes Film Festival.   [2024-05-11].
2. 1 2 3  Abbatescianni, Davide. . Cineuropa（英语：Cineuropa）.   [2024-05-11]. （原始内容存档于2024-05-03）.
3. ↑  Zahed, Ramin. . Animation Magazine（英语：Animation Magazine）.   [2024-08-30]. （原始内容存档于2025-02-21）.
4. ↑  . Box Office Mojo. IMDb.   [2024-12-08]. （原始内容存档于2024-11-07）.
5. ↑  Lee, Benjamin. . the Guardian. 2025-03-03  [2025-03-03].
6. ↑  . European Film Academy.   [2024-12-09]. （原始内容存档于2025-03-15） （美国英语）.
7. ↑  Davis, Clayton. . Variety. 2024-12-08  [2024-12-09]. （原始内容存档于2024-12-08） （美国英语）.
8. ↑  Roxborough, Scott. . The Hollywood Reporter. 2024-08-12  [2024-12-09]. （原始内容存档于2024-08-12） （美国英语）.
9. ↑  Foundation, Blender. . blender.org.   [2025-02-22]. （原始内容存档于2025-02-14） （英语）.
10. ↑  published, Joe Foley. . Creative Bloq. 2025-01-29  [2025-02-22]. （原始内容存档于2025-03-08） （英语）.
11. ↑  . web.archive.org. 2025-01-10  [2025-02-22]. 原始内容存档于2025-01-10.
12. ↑  Zilbalodis, Gints [@gintszilbalodis].  (推文). 2025-02-06  [2025-02-11] –Twitter.
13. ↑  mraultpauillac. . Festival de Cannes. 2024-05-22  [2025-02-22]. （原始内容存档于2025-02-14） （美国英语）.
14. ↑  Perella, Christian Blauvelt,Vincent. . IndieWire. 2025-01-06  [2025-02-22]. （原始内容存档于2025-01-10） （美国英语）.
15. ↑  Zilbalodis, Gints [@gintszilbalodis].  (推文). 2025-02-07  [2025-02-07] –Twitter.
16. ↑  Radulovic, Petrana. . Polygon. 2025-02-15  [2025-02-22]. （原始内容存档于2025-03-11） （美国英语）.
17. ↑  . Cineuropa - the best of european cinema. 2022-03-16  [2024-12-09]. （原始内容存档于2024-05-03） （英语）.
18. ↑  . Blender Foundation. 2024-10-23  [2024-11-14]. （原始内容存档于2024-11-22）.
19. ↑  . Hollymotion.   [2024-11-14]. （原始内容存档于2024-12-09）.
20. ↑  Foley, Joe. . Creative Bloq. 2024-09-15  [2024-11-14]. （原始内容存档于2024-09-15）.
21. ↑  Hou, Rita. . 80 Level. 2024-09-13  [2024-11-14]. （原始内容存档于2024-12-07）.
22. ↑  . Animation Magazine（英语：Animation Magazine）. 2024-04-22  [2024-08-30]. （原始内容存档于2024-11-11）.
23. ↑  . Entertainment Voice. 2024-11-22  [2025-02-22]. （原始内容存档于2024-12-19）.
24. ↑  Blauvelt, Christian. . IndieWire. 2024-12-04  [2025-02-22]. （原始内容存档于2024-12-17） （美国英语）.
25. ↑  Ferguson, David. . RedCarpetCrash.com. 2024-12-06  [2025-02-22]. （原始内容存档于2024-12-20） （美国英语）.
26. ↑  . Milan Records（英语：Milan Records）.   [2024-12-23]. （原始内容存档于2024-12-27）.
27. ↑  . Film Music Reporter. 2024-11-01  [2024-12-23]. （原始内容存档于2024-12-30）.
28. 1 2  Lang, Jamie. . Variety. 2024-06-15  [2024-12-09]. （原始内容存档于2024-06-15） （美国英语）.
29. ↑  . Toronto International Film Festival.   [2024-10-31]. （原始内容存档于2024-11-13）.
30. ↑  Frater, Patrick. . Variety. 2024-09-03  [2024-09-07]. （原始内容存档于2024-09-07） （英语）.
31. ↑  . Boxoffice Pro（英语：Boxoffice Pro）. 2024-06-07  [2024-06-10] （法语）.
32. ↑  Davis, Clayton. . Variety. 2024-08-13  [2024-08-22]. （原始内容存档于2024-08-14）.
33. ↑  Amidi, Amid. . Cartoon Brew（英语：Cartoon Brew）. 2024-10-01  [2024-10-01]. （原始内容存档于2024-10-01）.
34. ↑  . eng.lsm.lv.   [2025-02-22]. （原始内容存档于2025-02-14） （英语）.
35. ↑  Goldsmith, Jill. . Deadline. 2025-01-05  [2025-02-22]. （原始内容存档于2025-02-05） （美国英语）.
36. ↑  Lang, Jamie. . Variety. 2025-02-13  [2025-02-22]. （原始内容存档于2025-02-14） （美国英语）.
37. ↑  Blauvelt, Christian. . IndieWire. 2025-02-13  [2025-02-22]. （原始内容存档于2025-03-03） （美国英语）.
38. ↑  . Rotten Tomatoes. Fandango Media.
39. ↑  . Metacritic. Fandom.
40. ↑  Marsh, Calum. . 紐約時報. 2024-11-21  [2024-12-07]. （原始内容存档于2024-12-08）.
41. ↑  . AP News. 2024-12-06  [2024-12-09]. （原始内容存档于2024-12-07） （英语）.
42. ↑  Blauvelt, Christian. . IndieWire. 2024-11-21  [2025-02-22]. （原始内容存档于2025-03-18） （美国英语）.
43. ↑  Radulovic, Petrana. . Polygon. 2025-02-11  [2025-02-22]. （原始内容存档于2025-03-25） （美国英语）.
44. ↑  . eng.lsm.lv.   [2025-02-22]. （原始内容存档于2025-03-31） （英语）.
45. ↑  Aguilar, Carlos. . The New York Times. 2025-02-12  [2025-02-22]. ISSN 0362-4331. （原始内容存档于2025-02-14） （美国英语）.
46. ↑  Ntim, Zac. . Deadline. 2025-01-24  [2025-02-22]. （原始内容存档于2025-03-31） （美国英语）.
47. ↑  Vlessing, Etan. . 好萊塢報導.   [2024-05-11]. （原始内容存档于2024-04-27）.
48. ↑  . 瓜達拉哈拉國際電影節（英语：Guadalajara International Film Festival）.   [2024-06-17]. （原始内容存档于2024-06-16）.
49. ↑   (PDF). 渥太華國際動畫節（英语：Ottawa International Animation Festival）. 2024-09-28  [2024-10-03]. （原始内容存档 (PDF)于2024-10-04）.
50. ↑  . Variety. 2024-10-22  [2024-10-22].
51. ↑  Rosen, Christopher. . Golden Derby. 2024-12-03  [2024-12-04]. （原始内容存档于2025-02-21）.
52. ↑  . 國家評論協會獎.   [2024-12-04]. （原始内容存档于2024-12-04）.
53. ↑  Davis, Clayton. . Variety. 2024-12-04  [2024-12-05]. （原始内容存档于2024-12-05）.
54. ↑  Roxborough, Scott. . 好萊塢報導. 2024-10-09  [2024-10-09]. （原始内容存档于2024-10-09） （美国英语）.
55. ↑  . 阿斯特拉獎（英语：The Astra Awards）.   [2024-12-08]. （原始内容存档于2025-03-15）.
56. ↑  Pond, Steve. . TheWrap. 2024-11-25  [2024-11-26]. （原始内容存档于2024-11-26）.
57. ↑  . Next Best Picture.   [2024-12-07]. （原始内容存档于2024-12-08）.
58. ↑  Davis, Clayton. . Variety. 2024-12-08  [2024-12-09]. （原始内容存档于2024-12-08）.
59. ↑  Anderson, Erik. . AwardsWatch. 2024-12-06  [2024-12-07]. （原始内容存档于2024-12-07）.
60. ↑  .   [2024-12-06]. （原始内容存档于2024-12-07）.
61. ↑  Zahed, Ramin. . Animation Magazine（英语：Animation Magazine）. 2024-12-09  [2024-12-09]. （原始内容存档于2024-12-09）.
62. ↑  . 金球獎基金會（英语：Golden Globe Foundation）. 2025-01-05  [2025-01-06]. （原始内容存档于2025-02-19）.
63. ↑  Fleming, Ryan. . Deadline Hollywood. 2025-01-05  [2025-01-08]. （原始内容存档于2025-02-12）.
64. ↑  Neglia, Matt. . Next Best Picture. 2024-12-27  [2024-12-27].
65. ↑  . 歐洲設計獎（英语：Alliance of Women Film Journalists）. 2024-12-13  [2024-12-13]. （原始内容存档于2024-12-13）.
66. ↑  . 歐洲設計獎（英语：Alliance of Women Film Journalists）. 2025-01-07  [2025-01-11]. （原始内容存档于2025-03-30）.
67. ↑  Jamet, Constance. . Le Figaro. 2024-12-12  [2024-12-13] （法语）.
68. ↑  Baronnet, Brigitte. . AlloCiné. 2025-01-20  [2025-01-21]. （原始内容存档于2025-03-30）.
69. ↑  . International Press Academy.   [2024-12-16].[]
70. ↑  . International Press Academy.   [2025-01-27]. （原始内容存档于2025-01-26）.
71. ↑  Neglia, Matt. . Next Best Picture. 2025-01-27  [2025-01-28]. （原始内容存档于2025-03-30）.
72. ↑  VanHoose, Benjamin. . People. 2024-12-12  [2024-12-12].
73. ↑  Hipes, Patrick. . Deadline Hollywood. 2025-02-07  [2025-02-08]. （原始内容存档于2025-03-30）.
74. ↑  Vlessing, Etan. . The Hollywood Reporter. 2024-12-20  [2024-12-20]. （原始内容存档于2024-12-31）.
75. ↑  Flores, Terry; Giardina, Carolyn. . Variety. 2025-02-08  [2025-02-09]. （原始内容存档于2025-02-09）.
76. ↑  . El País. 2024-12-18  [2024-12-19]. （原始内容存档于2024-12-18） （西班牙语）.
77. ↑  . Next Best Picture. 2025-02-09  [2025-02-09]. （原始内容存档于2025-02-15） （英语）.
78. ↑  Minton, Matt. . Variety. 2025-02-13  [2025-02-13]. （原始内容存档于2025-02-15） （英语）.
79. ↑  . 英国电影学院奖. 2025-01-15  [2025-01-24].
80. ↑  Rufo, Yasmin. . BBC. 2025-01-15  [2025-01-23]. （原始内容存档于2025-03-03）.
81. ↑  . 英国电影学院奖. 2025-02-16  [2025-02-17]. （原始内容存档于2025-02-16）.
82. ↑  Film Independent. . 獨立精神獎. 2024-12-04  [2024-12-05]. （原始内容存档于2024-12-04）.
83. ↑  Lattanzio, Ryan. . IndieWire. 2024-12-04  [2024-12-05]. （原始内容存档于2024-12-05）.
84. ↑  Roxborough, Scott. . The Hollywood Reporter. 2025-01-29  [2025-01-30]. （原始内容存档于2025-03-06）.
85. ↑  Bentz, Adam. . ScreenRant. 2025-01-23  [2025-01-23]. （原始内容存档于2025-01-24）.
86. ↑  Lang, Brent; Moreau, Jordan. . Variety. 2025-01-23  [2025-01-24]. （原始内容存档于2025-01-23）.
87. ↑  Kay, Jeremy. . Screen Daily. 2024-12-11  [2024-12-13]. （原始内容存档于2024-12-13）.

## 外部連結
- 官方网站 (拉脫維亞)
- 官方网站 (美國)
- 互联网电影数据库（IMDb）上《喵的奇幻漂流》的资料（英文）